# Internazionalizzazione
L'internazionalizzazione in economia, e per estensione in informatica e altri ambiti, è il processo di adattamento di una impresa, un prodotto, un marchio, pensato e progettato per un mercato o un ambiente definito, ad altri mercati o ambienti internazionali, in modo particolare altre nazioni e culture.

## Nomi alternativi e abbreviazioni
Il termine inglese Internationalization viene spesso abbreviato come I18N (o i18n o I18n) dove il numero 18 fa riferimento al numero di lettere omesse. Questa abbreviazione evita la confusione tra le diverse grammatiche inglesi (internationalisation, in inglese britannico, e internationalization, per l'inglese statunitense).
I termini internazionalizzazione e localizzazione sono a volte erroneamente accumulate nel termine globalization (g11n), che ha però un significato differente.

## Introduzione
I prodotti che possono essere l'oggetto di tali processi sono vari: dalle imprese stesse, alla pubblicità e le campagne di comunicazione (televisiva, editoriale), ai software (sistemi operativi, applicazioni, programmi), dai siti web ai manuali d'uso, dalle pubblicazioni mediche e scientifiche, alle etichette dei prodotti venduti sul mercato internazionale. L'internazionalizzazione è applicata durante la fase di progettazione del prodotto, e cioè in tale fase vengono predisposti tutti gli elementi perché il prodotto possa essere facilmente venduto sul mercato internazionale. Ne segue poi, eventualmente, il processo di localizzazione.
Vi è differenza tra internazionalizzazione e localizzazione. L'internazionalizzazione è l'adattamento per un potenziale utilizzo al di fuori del mercato o ambiente in cui l'elemento opera, mentre la localizzazione è l'aggiunta di caratteristiche che permettano di adattare l'elemento in specifici mercati o ambienti cosiddetti locali. I processi sono complementari per raggiungere un mercato globale.
Nello sviluppo software, dopo che un prodotto è stato internazionalizzato, il termine localizzazione fa riferimento al processo necessario a renderlo pronto per uno specifico mercato. Per questo motivo ci si può riferire a un prodotto come "internazionalizzato" se è stato sviluppato per soddisfare i requisiti di una comunità internazionale, ma non ancora pronto per un mercato specifico. La preparazione per uno specifico mercato viene chiamata "localizzazione".

## Internazionalizzazione delle imprese
L'internazionalizzazione delle imprese è l'espansione in diversi stati delle attività economiche di un'impresa. Questo tipo di espansione alimenta il fenomeno della globalizzazione, che riguarda la produzione e la distribuzione dei prodotti e dei servizi a livello internazionale.
L'internazionalizzazione può essere vantaggiosa per un'impresa, che può raggiungere maggiori dimensioni e diventare più competitiva nel proprio settore di attività. L'impresa può inoltre ottenere più facilmente risorse tramite la collaborazione con imprese straniere. In particolare, collaborando con imprese straniere un'impresa ha maggiori possibilità di accedere al mercato internazionale dei capitali e di conseguire maggiore efficienza nel servire la clientela estera. Soprattutto, però, la cooperazione con le imprese che operano nel paese ospitante aiuta a ridurre i rischi e a superare i problemi legati alle barriere poste all'ingresso di un mercato estero.

### Modalità
L'internazionalizzazione delle imprese avviene in modi diversi.

#### Esportazioni
L'esportazione è il processo con cui i prodotti fabbricati in un paese di origine vengono portati e venduti all'estero. L'impresa può esportare i suoi prodotti attraverso due metodologie differenti:
- Esportazione indiretta: l'impresa esporta i suoi prodotti in un mercato estero tramite un intermediario specializzato nel commercio internazionale, chiamato a gestire i rapporti con clienti esteri. L'importazione indiretta è la modalità più usata dalle piccole imprese e permette di ridurre i costi e i rischi dell'attività internazionale.
- Esportazione diretta: l'impresa esporta i suoi prodotti mediante la propria rete e struttura commerciale.[4]

#### Contratti
Una modalità importante di internazionalizzazione è formata dagli accordi contrattuali, che corrispondono a diversi tipi di contratti.

##### Contratti di licenza
Un contratto di licenza (licensing) consente a una società di trasferire i propri beni immateriali a entità operanti all'estero. Il licenziato all'estero si impegna a pagare un corrispettivo canone, che può essere una percentuale (royalty) o un importo fisso (fee o lump sum).
I contratti di licenza sono dipendono dalla velocità di entrata nel mercato internazionale, ai bassi costi di investimentoe alla possibilità di sfruttare le capacità imprenditoriali. Questa modalità, quindi, consente l'utilizzo della tecnologia di aziende straniere, consentendo così la produzione e la distribuzione dei prodotti dell'azienda. È un tipo di strategia particolarmente utile quando c'è carenza di risorse interne da utilizzare per l'espansione.

##### Contratti di produzione
Il contratto di produzione (manufacturing) fa sì che l'impresa trasferisca il processo di produzione all'impresa locale, mantenendo però il controllo sulle attività di marketing, sulla distribuzione e sul servizio.
Tali contratti assicurano un reddito stabile per l'azienda produttrice, l'assistenza alla produzione e la possibilità di un finanziamento anticipato; mentre per l'azienda acquirente garantiscono la possibilità di ricevere il prodotto a flussi costanti e la possibilità di controllare la sua qualità.

##### Contratti di franchising
Il franchising, noto anche come contratto di affiliazione, consente a una società (affiliante o franchisor) di incaricare un'altra impresa (affiliato o franchisee) di distribuire o produrre beni con i suoi loghi distintivi, come ad esempio il marchio.
L'utilizzo del modello di franchising è particolarmente applicabile alle vendite, poiché questa strategia rende l'espansione meno difficile dal punto di vista finanziario e burocratico.

#### Investimenti diretti
Gli investimenti diretti nei mercati stranieri possono prendere diverse forme:
- Investimenti brownfield, con l'acquisto o la partecipazione alla proprietà di un'attività esistente.
- Investimenti greenfield, in cui vengono create ex novo nuove attività produttive all'estero.

Rientrano tra gli investimenti diretti anche le joint venture, accordi tra due o più aziende per collaborare a un progetto comune. Le joint venture vengono divise in due categorie:
- Societaria, in cui viene costituita una nuova società con partecipanti di paesi diversi.
- Contrattuale, in cui due o più società di paesi diversi stipulano un accordo per la realizzazione di un progetto comune con l'obiettivo di condividere i benefici.[4]